# Melanesobasis maculosa
Melanesobasis maculosa – gatunek ważki z rodziny łątkowatych (Coenagrionidae). Jest endemitem wyspy Viti Levu (Fidżi).